# Višķu pagasts
Višķu pagasts er en territorial enhed i Daugavpils novads i Letland. Pagasten havde 2.023 indbyggere i 2010 og omfatter et areal på 104,40 kvadratkilometer. Hovedbyen i pagasten er Špoģi.